# Leandro Lozano
Leandro Nicolás Lozano Fernández (Montevideo, Uruguay; 19 de diciembre de 1998), también conocido como “Charly”, es un futbolista uruguayo que juega como defensa en Argentinos Juniors, de la Primera División de Argentina. Como capitán, formó parte del plantel del Club Nacional de Football que conquistó la Copa Libertadores sub-20 de 2018.

## Carrera

### Juveniles
Inició su carrera deportiva en el fútbol infantil del Club Tacuru. Posteriormente ingresó a la Séptima División del Club Nacional. En los Tricolores pasó por las distintas categorías juveniles hasta Tercera División, donde practicó a las órdenes de Martín Ligüera.
Su mayor logro deportivo en esta etapa formativa fue la obtención de la Copa Libertadores Sub-20 de 2018, bajo la dirección técnica de Rudy Rodríguez. Durante esa temporada fue el capitán de su generación y se consolidó en la posición de lateral derecho.
A mitad de la temporada 2018 el jugador quedó libre al no obtener plaza en el cupo de contratos del club para esa temporada. Por intercesión del futbolista Brian Lozano realizó una prueba en Santos Laguna. La evaluación fue positiva por parte del cuerpo técnico, pero al no tener cupo de extranjero en las juveniles del club no pudo quedarse en México.            

### Primera división

#### Boston River
Como jugador libre se unió a Boston River para disputar la temporada 2019 de la Primera División uruguaya que en ese momento dirigía Gastón Machado. Hizo su debut profesional el 10 de agosto de 2019 en un empate 0-0 contra su ex club Nacional en el estadio Campeones Olímpicos de Florida. En este partido debut trabajó bajo las órdenes del nuevo entrenador del club, Martín García.
Desde su ingreso a Boston River en 2019, Lozano participó de tres temporadas, totalizó 73 partidos por el Campeonato Uruguayo, siendo titular en 69 de ellos. Convirtió un gol (ante Defensor), recibió 17 tarjetas amarillas y ninguna roja. En 2021 fue el cuarto jugador de campo con más minutos en su equipo con un total de 1.980. En 2020 había sido el tercero.
En 2021 Lozano disputó 22 partidos en Boston River, en todos ellos como titular y durante los 90 minutos de cada encuentro. Bajo la dirección del entrenador Ignacio Ithurralde, además de su puesto habitual de lateral derecho, también jugó en posiciones más adelantadas como carrilero por ambas bandas.

#### Club Nacional de Football
En la temporada 2022 retornó a Nacional bajo cesión a préstamo de su ficha por parte de Boston River. Casualmente su debut en el primer equipo Tricolor fue enfrentando a Boston River el 10 de abril. Partido en  el que su equipo se impuso por 6 a 0. Su retorno a Nacional se hizo bajo la conducción del entrenador Pablo Repetto quien el 3 de mayo del mismo año lo incluyó en la misma posición en un partido en La Plata frente a Estudiantes. A pesar de que el partido terminó 1 a 0 a favor de los Pincharratas, la labor de Lozano recibió una crítica positiva por parte de la prensa en el día de su debut oficial de Lozano en Copa Libertadores de América.

## Perfil deportivo
Se le conoce por sus actuaciones como lateral diestro aunque también ha jugado en esa posición a pierna cambiada. Tiene una altura de 169 cm y su peso ronda los 70 kg. Además de sus condiciones técnicas es un deportista con gran arrojo y entrega demostrada en la permanencia en campo aún en condiciones adversas en su salud, cuando por ejemplo, su equipo no podía realizar más cambios y su salida implicaba dejar en inferioridad numérica a sus compañeros.

## Palmarés

### Títulos nacionales
| Título              | Club     | País    | Año  |
| ------------------- | -------- | ------- | ---- |
| Torneo Intermedio   | Nacional | Uruguay | 2022 |
| Torneo Clausura     | Nacional | Uruguay | 2022 |
| Campeonato Uruguayo | Nacional | Uruguay | 2022 |
| Torneo Intermedio   | Nacional | Uruguay | 2024 |

### Títulos internacionales
| Título                   | Club     | País    | Año  |
| ------------------------ | -------- | ------- | ---- |
| Copa Libertadores Sub-20 | Nacional | Uruguay | 2018 |

## Vida personal
Leandro es sobrino de Brian Lozano , quien juega de extremo en el club mexicano Atlas.